# Rubus fraxinifoliolus
Rubus fraxinifoliolus là loài thực vật có hoa trong họ Hoa hồng. Loài này được Hayata miêu tả khoa học đầu tiên năm 1915.